# Rosa persetosa
Rosa persetosa är en rosväxtart som beskrevs av Robert Allen Rolfe. Rosa persetosa ingår i släktet rosor, och familjen rosväxter. Inga underarter finns listade i Catalogue of Life.